# Simulium pictipes
Simulium pictipes är en tvåvingeart som beskrevs av Hagen 1880. Simulium pictipes ingår i släktet Simulium och familjen knott. Inga underarter finns listade i Catalogue of Life.